# التیم، اتریش
التیم، اتریش (به آلمانی: Altheim, Austria) یک سکونتگاه مسکونی در اتریش است که در Braunau am Inn District واقع شده‌است.